# Dasia vyneri
Dasia vyneri (дасія Вайнера) — вид сцинкоподібних ящірок родини сцинкових (Scincidae). Ендемік Калімантану. Вид названий на честь Чарлза Вайнера Брука, білого раджі Сараваку.

## Поширення і екологія
Дасії Вайнера відомі з кількох місцевостей, розташованих в Індонезії та в малазійських штатах Сабах і Саравак. Вони живуть у вологих рівнинних діптерокарпових лісах.